# Schwäbisch Hall
Schwäbisch Hall sótermeléséről ismert város Németország Baden-Württemberg tartományában, a Kocher folyó partján. Lakosainak száma 42 743 fő (2023. december 31.).

## Fekvése
Langenburgtól délre fekvő település.

## Népessége
| Lakosok száma | 28 346 | 29 999 | 32 415 | 31 562 | 31 289 | 33 892 | 35 428 | 36 665 | 37 452 | 42 743 |
|               | 1961   | 1967   | 1974   | 1980   | 1987   | 1993   | 2000   | 2006   | 2013   | 2023   |

## Városrészei

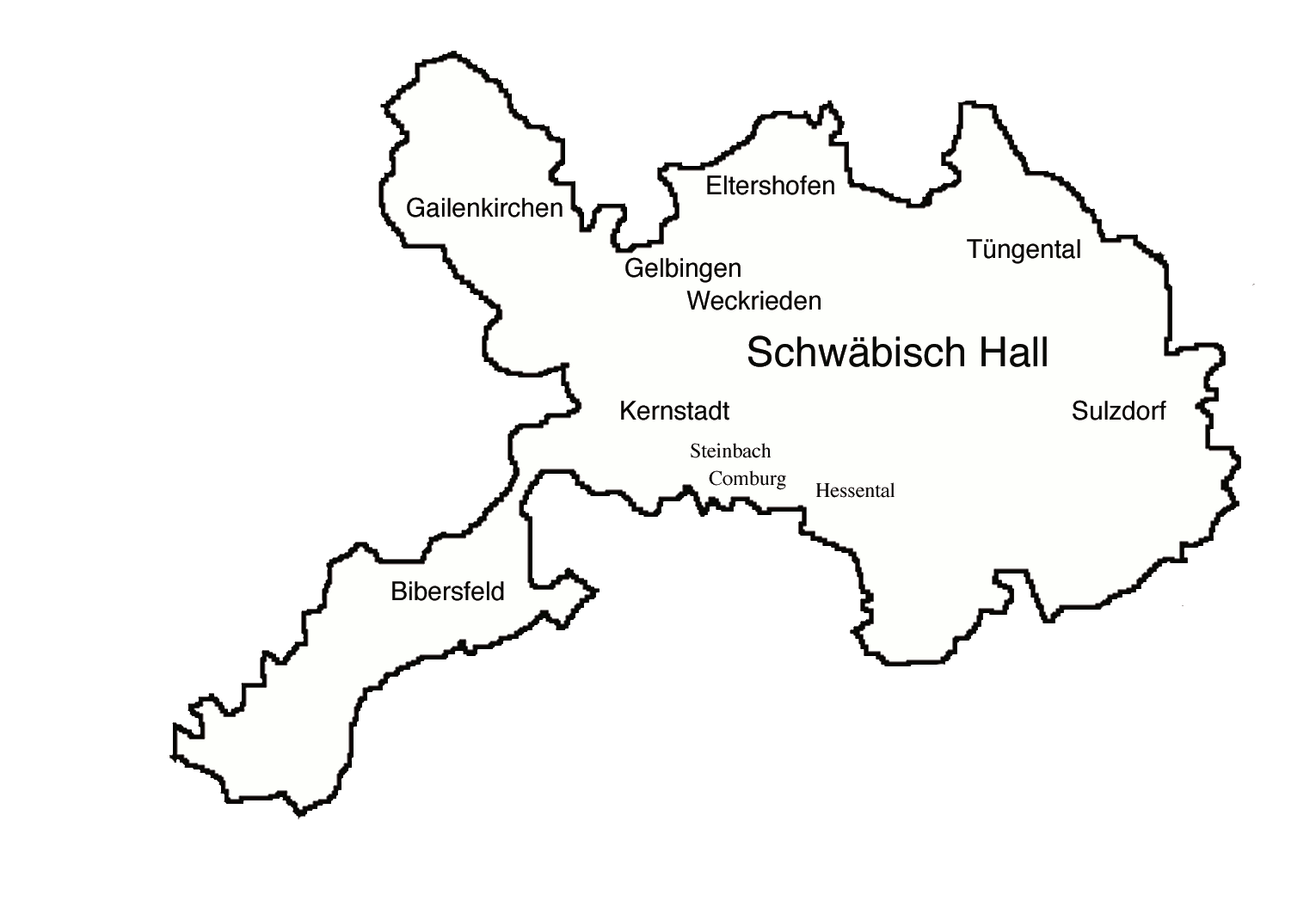
A városrészei

| Városrészl                    | Címer                    | Beolvasztás     | Fő 2017. dec. 31-én | Részei |
| ----------------------------- | ------------------------ | --------------- | ------------------- | --- |
| Belváros                      |                          |                 | 2758                | Stadtkern, Katharinenvorstadt, Weilerwiese, Gelbinger Gasse és Vorderer Galgenberg                                                      |
| Északi belváros               |                          |                 | 955                 | Rippergstraße, Spinnerei, Auwiese, Diak és Wettbach                                                                                     |
| Kreuzäcker                    |                          |                 | 3984                | Lehen, Kreuzäcker, Herrenäcker, Klingenberg és Friedensberg                                                                             |
| Déli Belváros                 |                          |                 | 908                 | Lindach, Ackeranlagen, Unterlimpurger Straße és Oberlimpurg                                                                             |
| Tullauer Höhe / Hagenbach     |                          | 1. April 1935   | 3062                | Hagenbach], Tullauer Höhe, Mittelschule, Hagenbachsiedlung és Schulzentrum West                                                         |
| Rollhof / Reifenhof           |                          |                 | 3424                | Rollhofsiedlung, Alter Rollhof, Bahnhof, Reifenhof és Sonnenhof                                                                         |
| Stadtheide                    |                          |                 | 503                 | Stadtheide (Industrie) és Stadtheide |
| Heimbachsiedlung / Teurershof |                          |                 | 5933                | Heimbachsiedlung, Teurershof I, Teurershof II, Heimbach és An der Breiteich                                                             |
| Steinbach                     |                          | 1. Oktober 1930 | 1054                | Kocherwiesensiedlung, Campingplatz, Comburg, Loh, Kleincomburg, Gefängnisgarten és Fassfabrik                                           |
| Hessental                     |                          | 1. Juli 1936    | 7195                | Ortskern Hessental, Gewerbegebiet, Wasenwiesen, Grundwiesensiedlung, Bahnhof Hessental, Ghagäcker, Kühläcker, Mittelhöhe és Schenkensee |
| Bibersfeld                    | Wappen von Bibersfeld    | 1. Juni 1972    | 1664                | Ortskern Bibersfeld, Hofäcker, Bühl, Baindäcker, Hohenholz, Sittenhardt, Wielandsweiler és Starkholzbach                                |
| Gailenkirchen                 | Wappen von Gailenkirchen | 1. Januar 1972  | 2293                | Ortskern Gailenkirchen, Ortserweiterung Wackershofen, Sülz, Ortskern Gottwollshausen, Schleifbach és Riegeläcker                        |
| Gelbingen                     | Wappen von Gelbingen     | 1. Januar 1975  | 692                 | Ortskern Gelbingen, Sonnenhalde, Schutzberg, Kocherhalde, Erlach                                                                        |
| Eltershofen                   | Wappen von Eltershofen   | 1. Juli 1973    | 731                 | Ortskern Eltershofen, Riedwiesen sowie Breitenstein                                                                                     |
| Weckrieden                    | Wappen von Weckrieden    | 1. Januar 1972  | 421                 | Ortskern Weckrieden |
| Tüngental                     | Wappen von Tüngental     | 1. Januar 1972  | 1500                | Ortskern Tüngental, Schönäckersiedlung, Brunnenwiesen, Ramsbach, Veinau, Altenhausen, Wolpertsdorf és Otterbach                         |
| Sulzdorf                      | Wappen von Sulzdorf      | 1. Januar 1972  | 2904                | Ortskern Sulzdorf, Kirchäcker, Industriegebiet, Matheshörlebach, Jagstrot, Hohenstadt, Anhausen, Buch és Dörrenzimmern                  |

## Története
Schwäbisch Hall régi település. A város nevében a Hall szó, a só egykori neveként maradt fenn, ugyanis a sókitermelés biztosította egykor a középkori szabad birodalmi város jólétét és hatalmát. Innen származik a német fillér, a Heller szó is, mivel a városnak saját pénzverője volt.
A város egyik nevezetessége a 16. század elején épített Szent Mihály templom (Michaelkirche), melyhez 1507-ben készített hatalmas lépcsősor vezet fel széles ívben, egyben az ország egyik legszebb szabadtéri színpada.
1802-ben Württembergi Hercegséghez került.

## Nevezetességek
- Szent Mihály templom (St. Michaelskirche)
- Zeughaus

## Itt születtek, itt éltek
- Johannes Brenz – német reformátor teológus. A reformációban is szerepet játszó város történetét és Brenz munkásságát dolgozza fel Nádas Péter Az élet sója című művében. Érdekesség, hogy a város neve egyszer sincs leírva a könyvben, de egyértelműen beazonosítható.

## Galéria

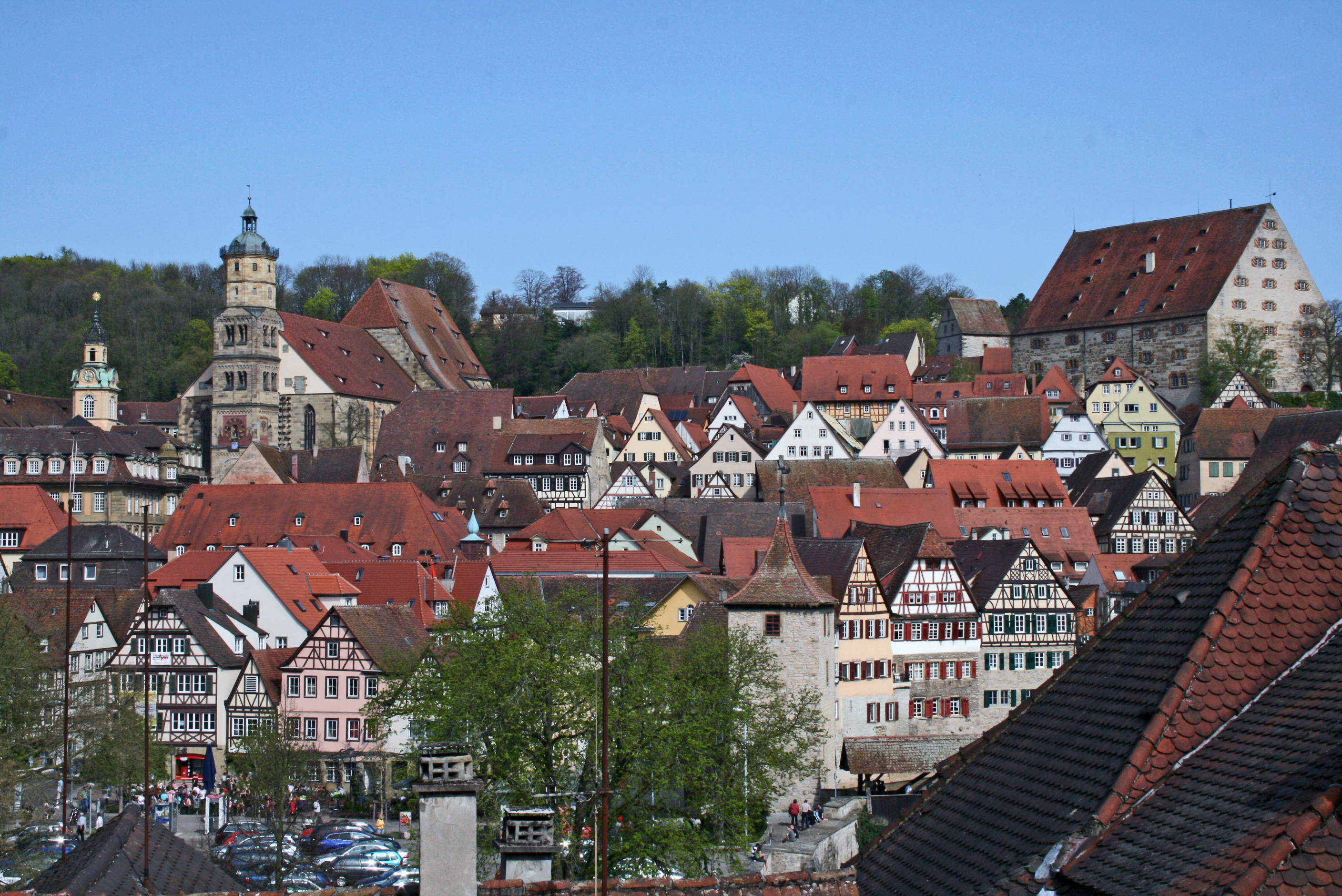
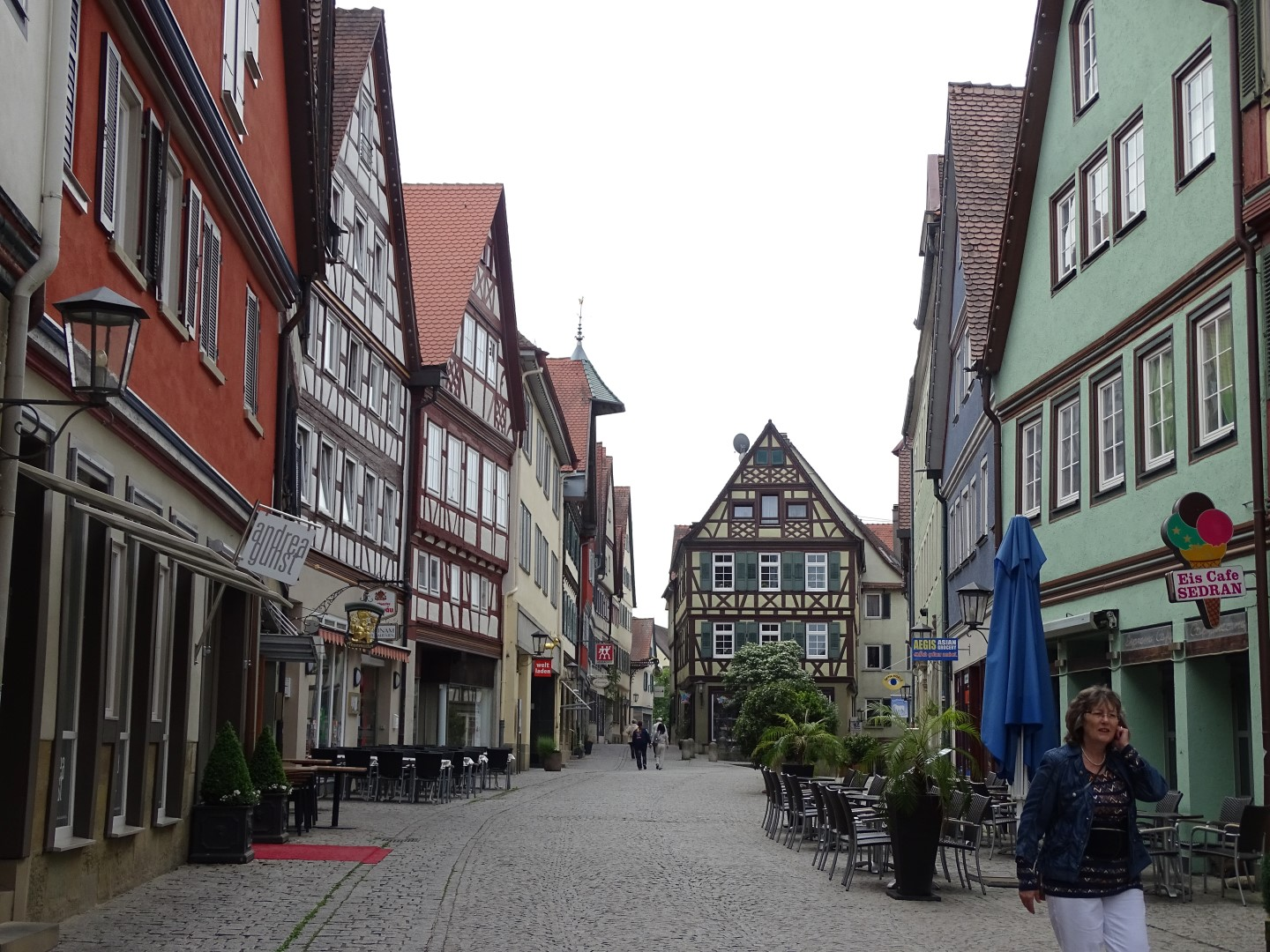
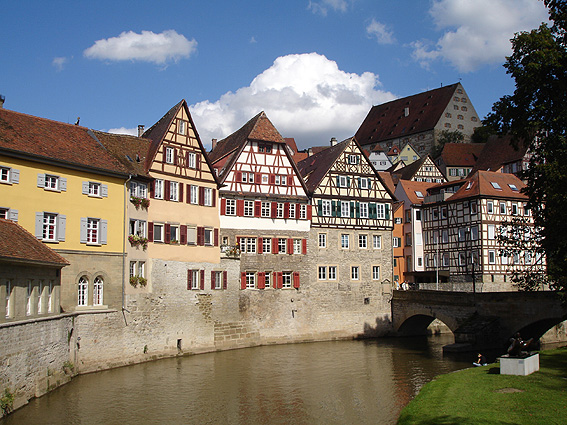
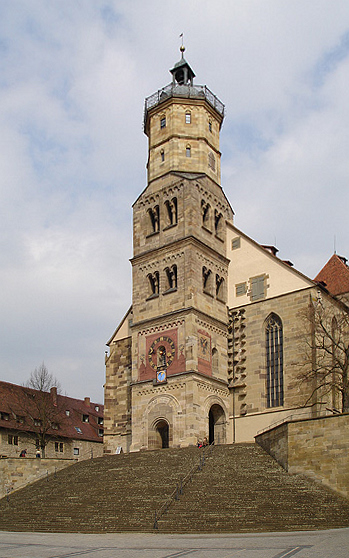
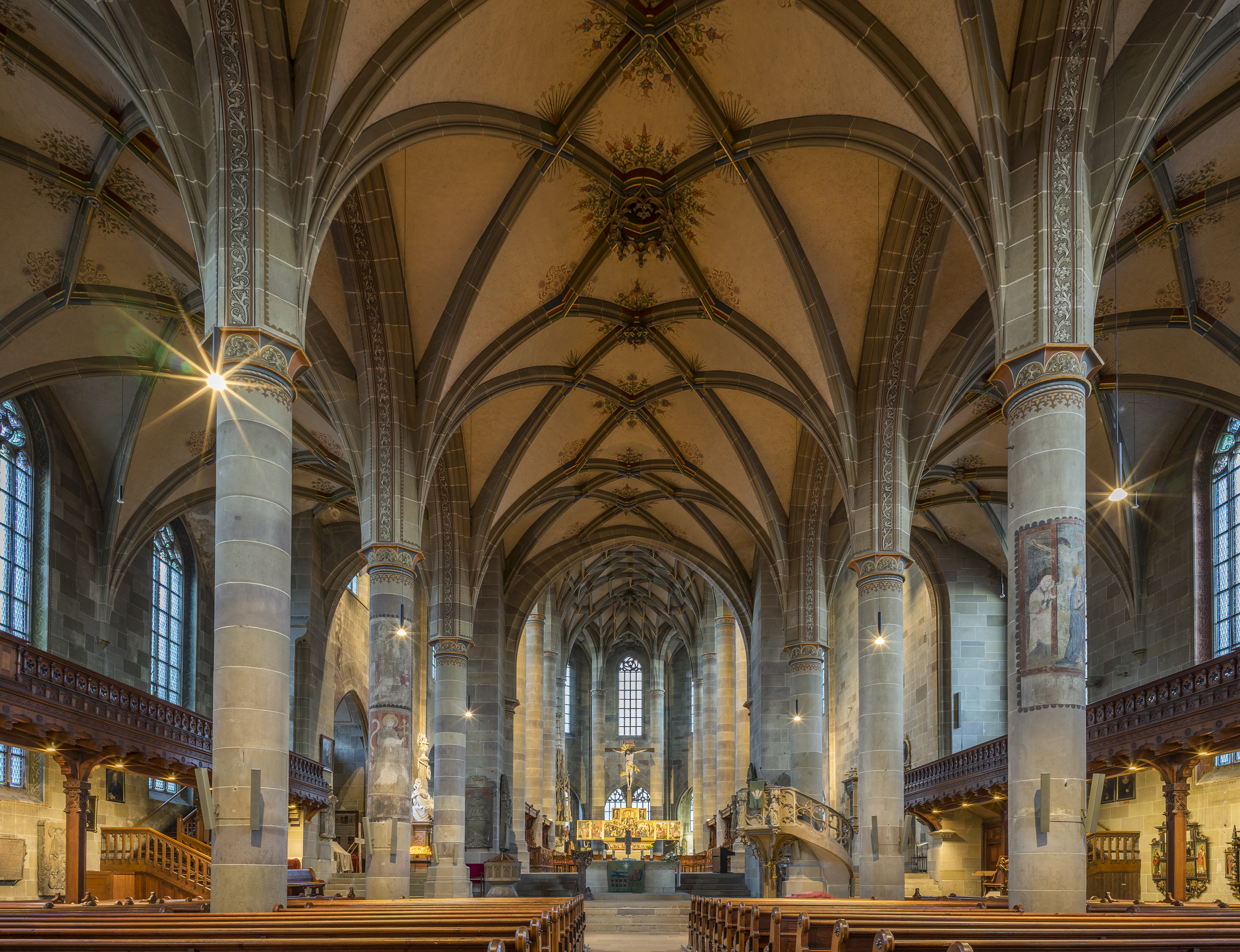
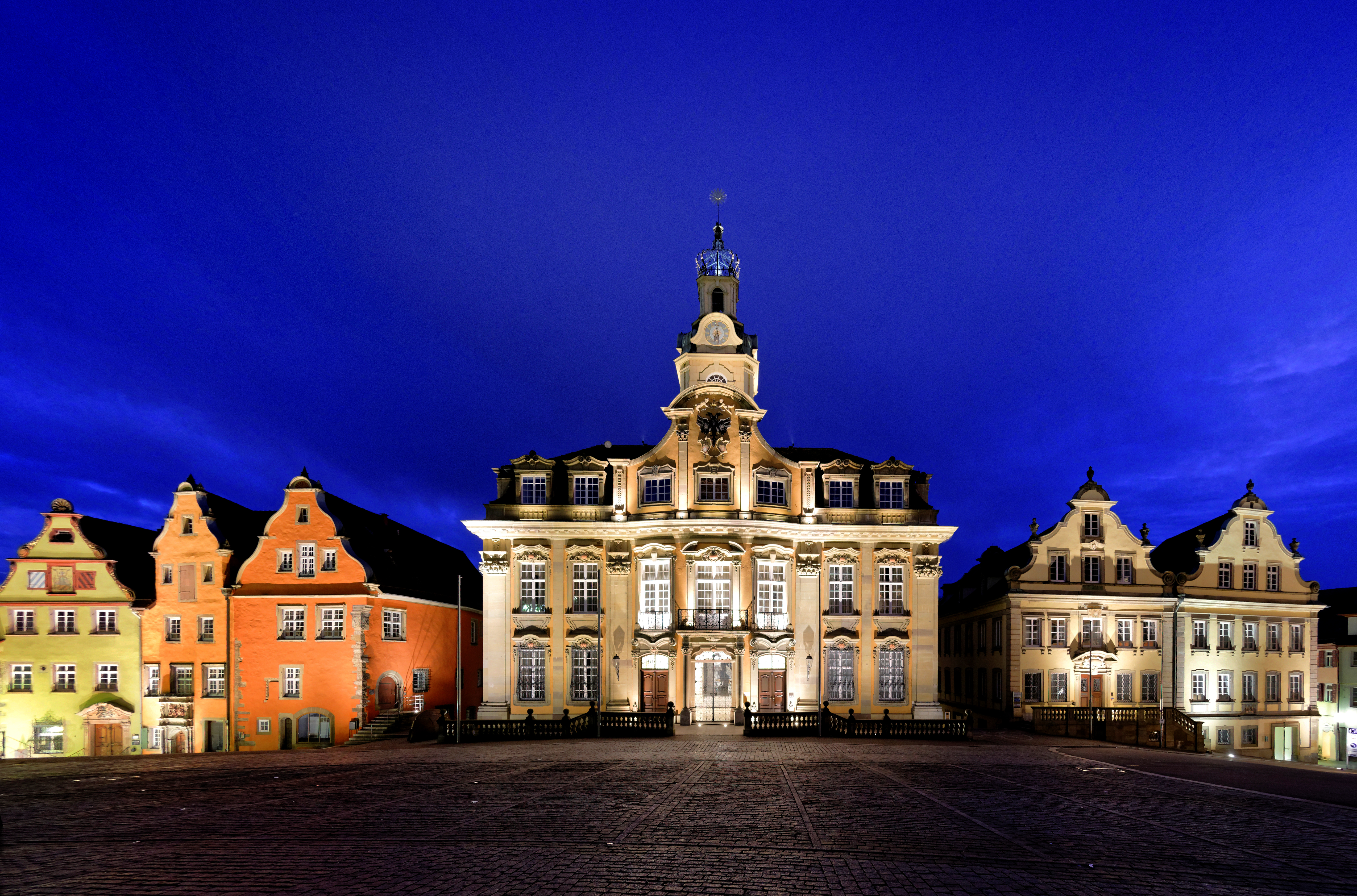
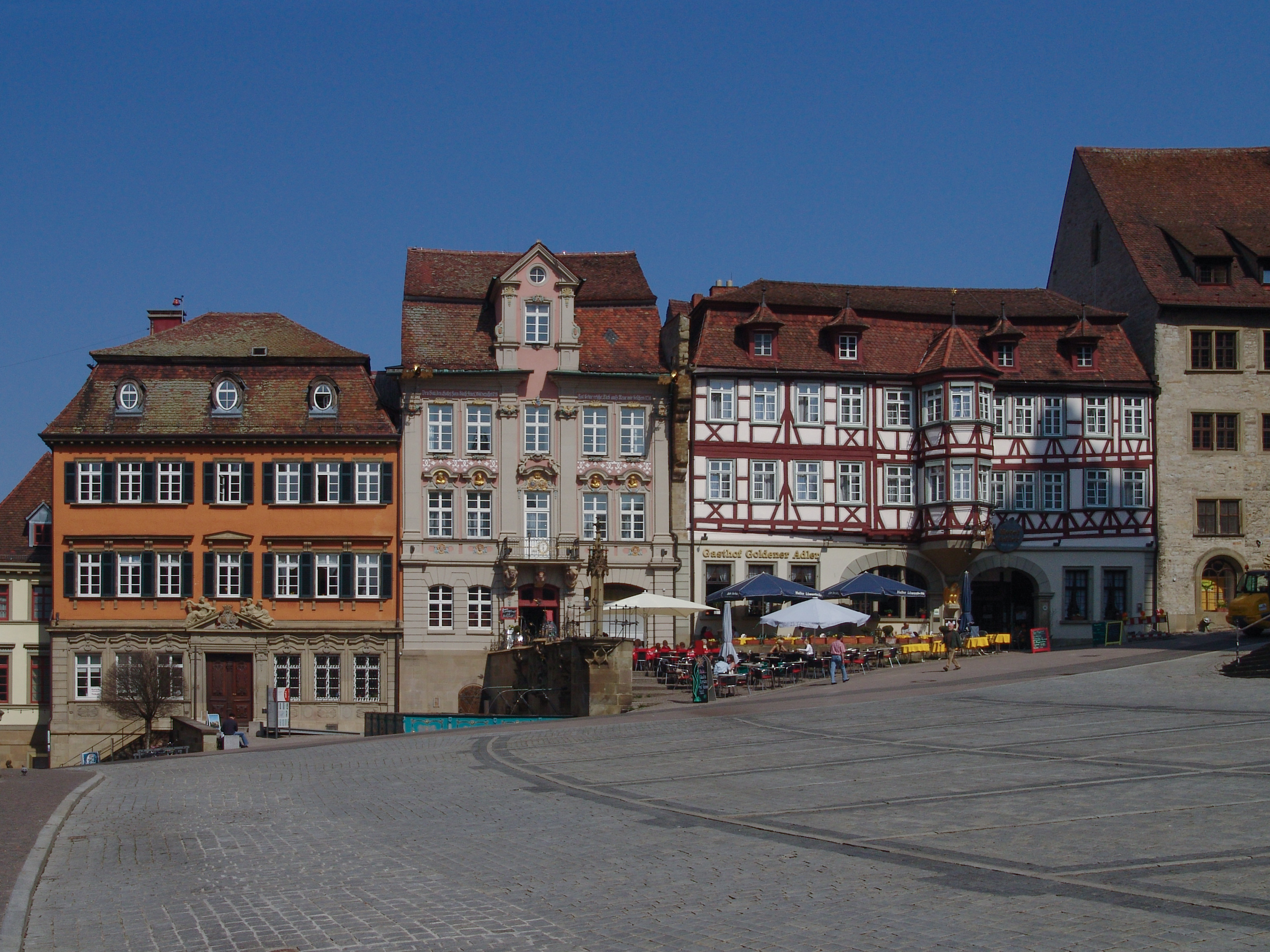
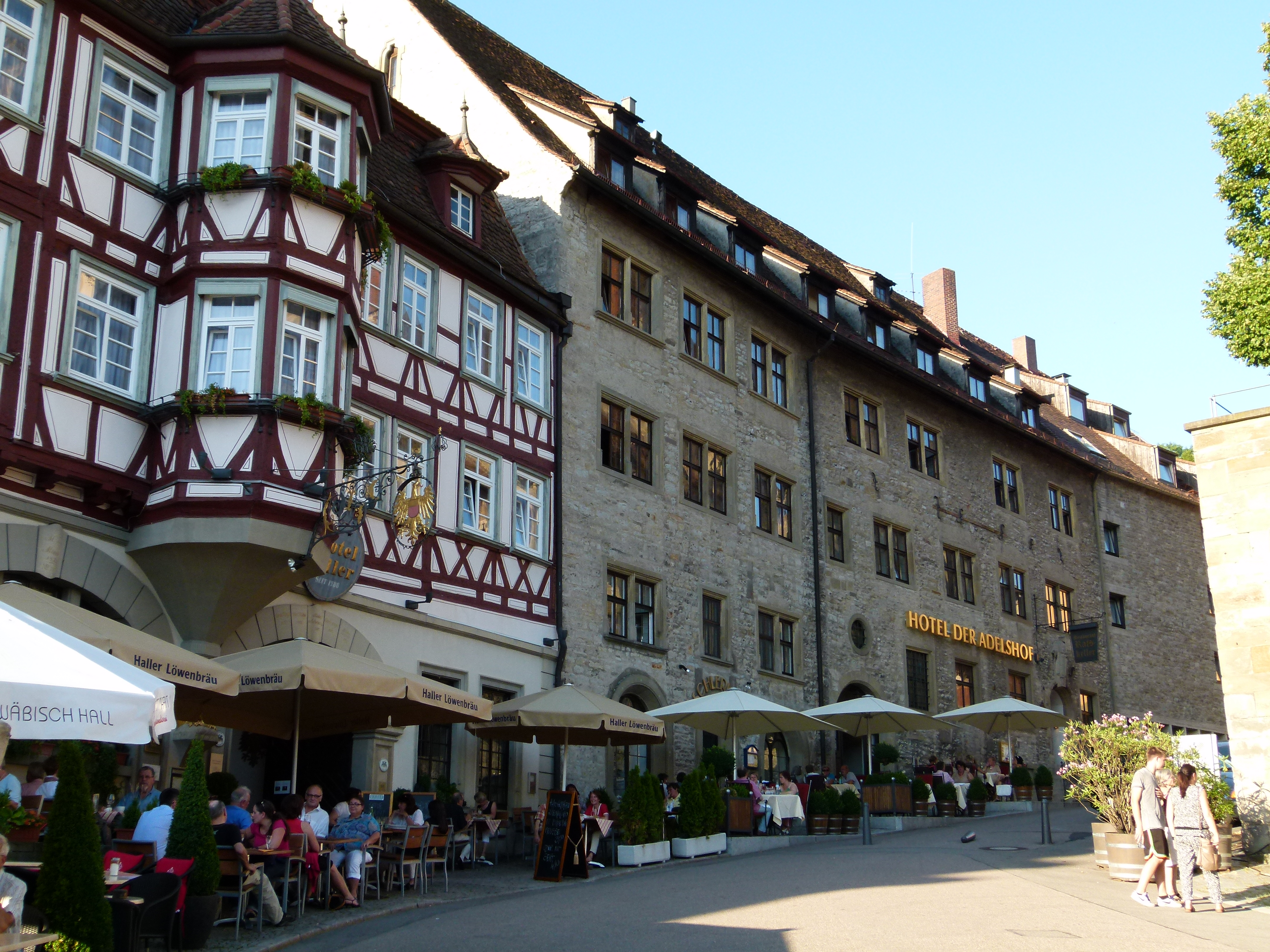
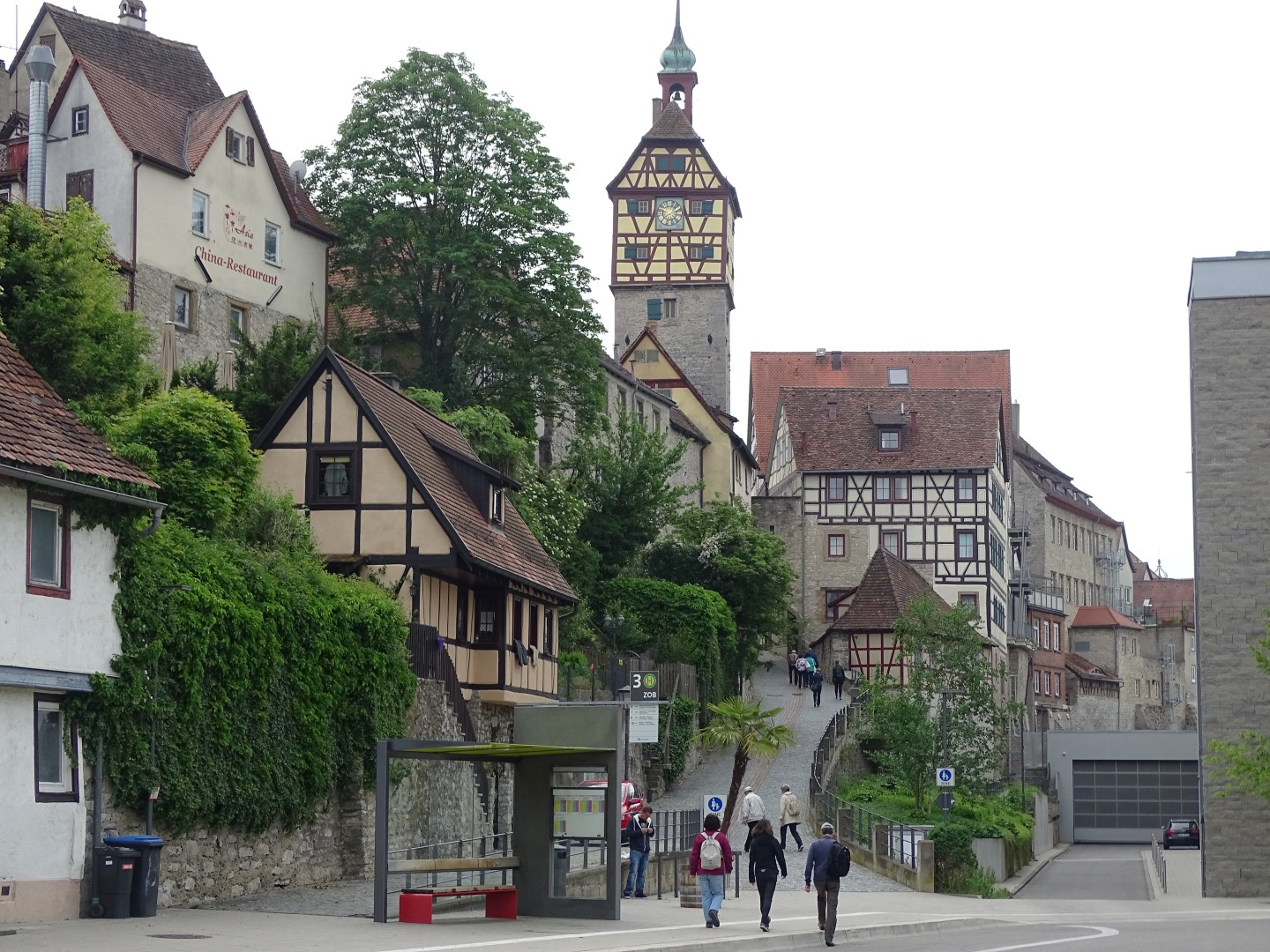
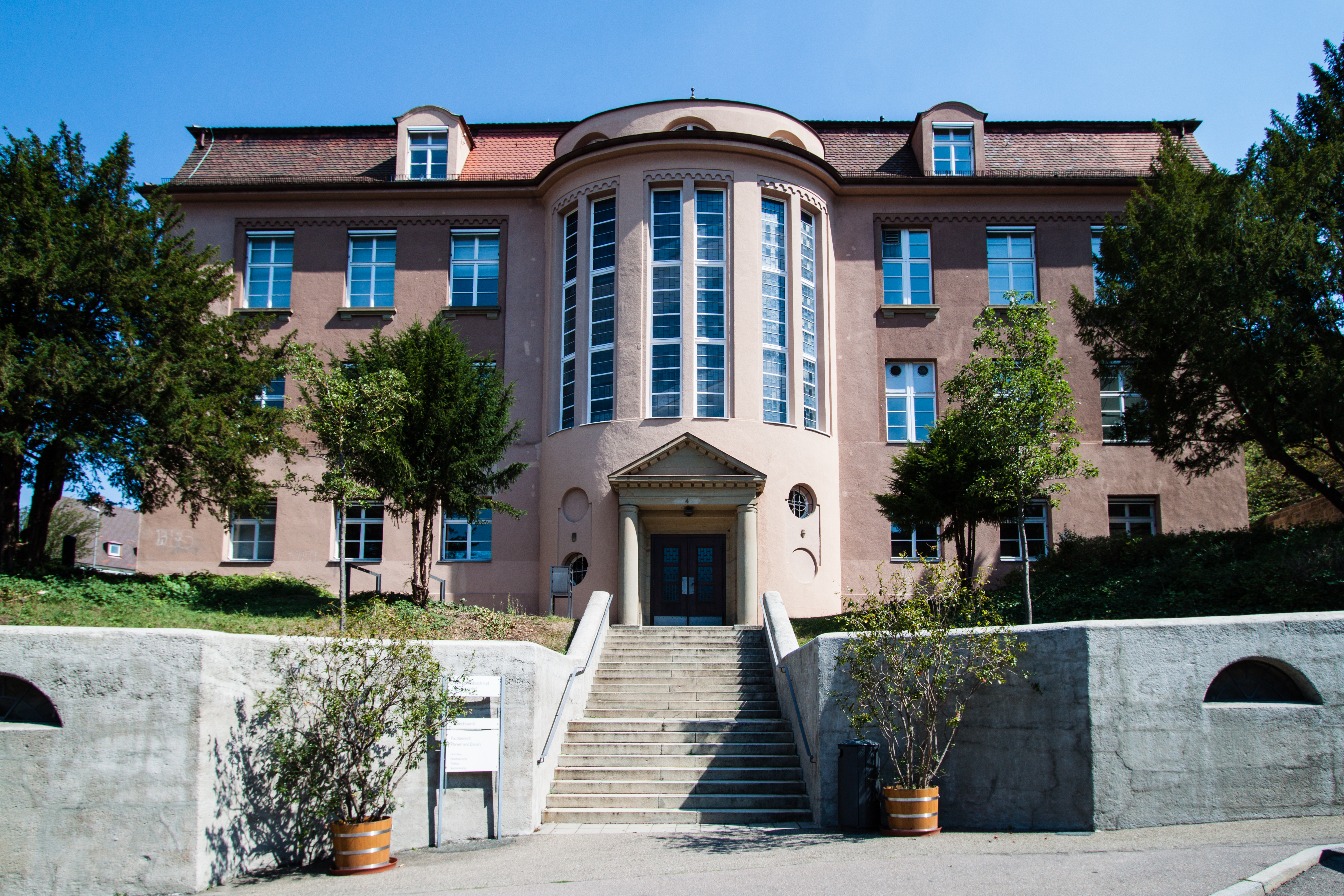
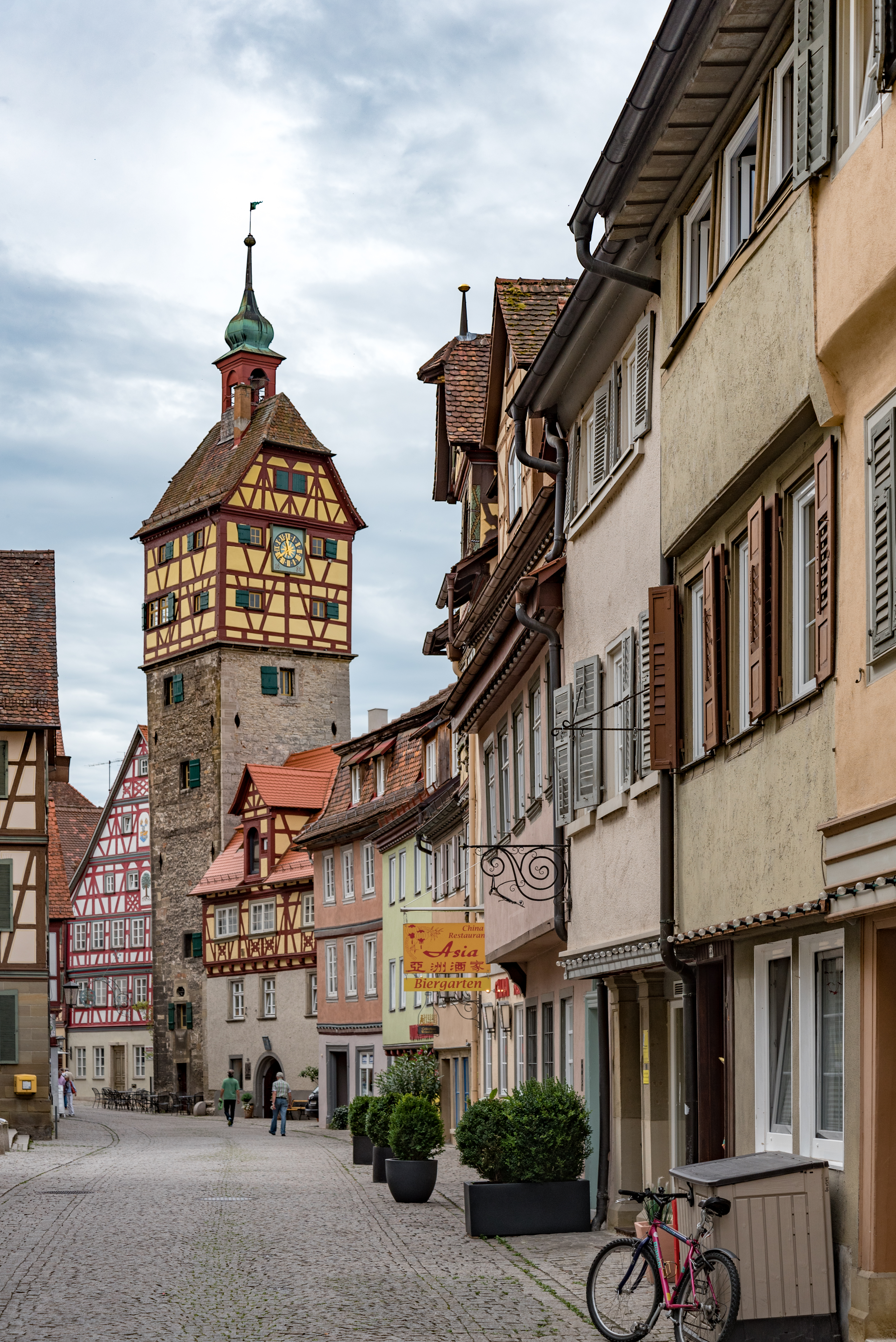
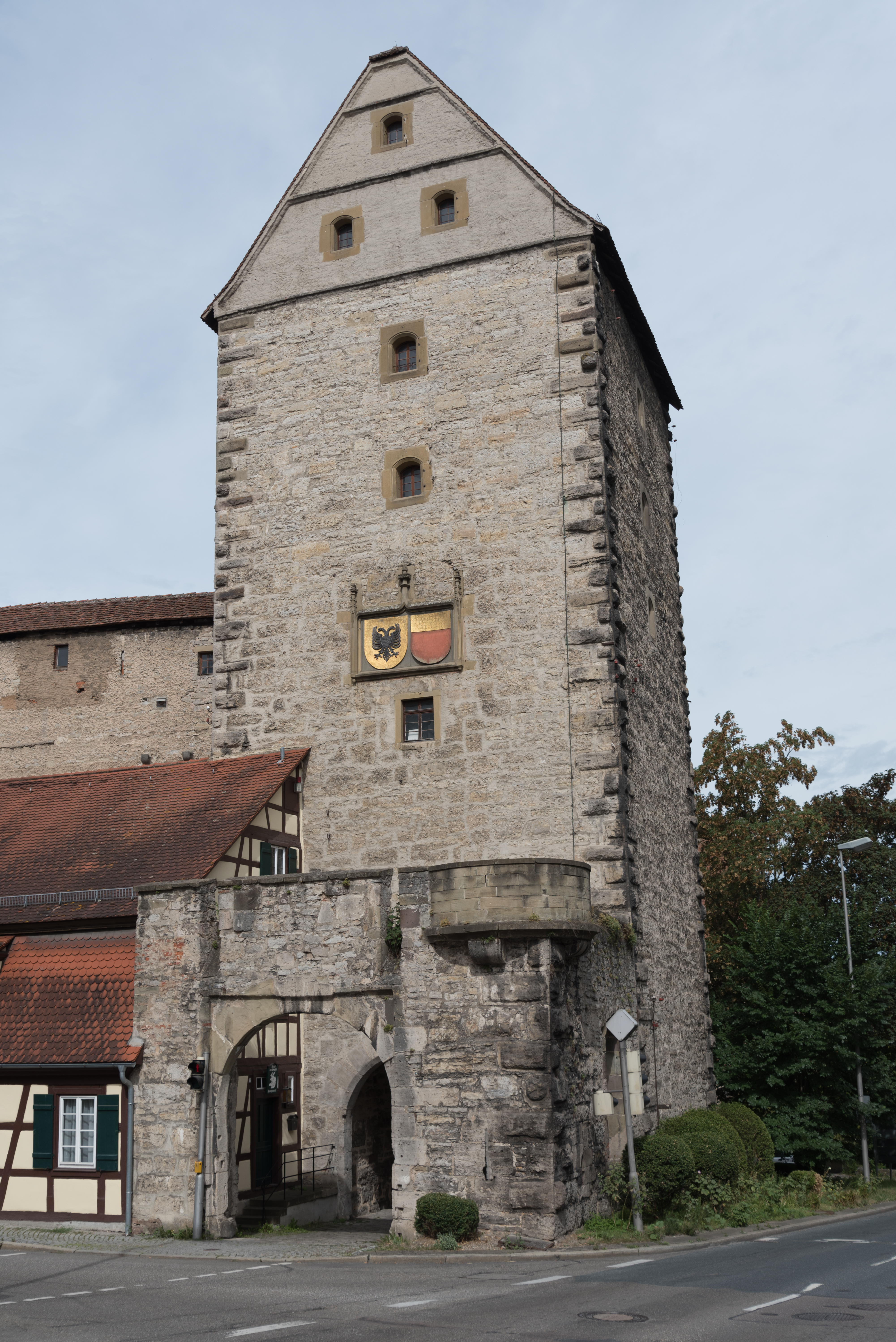